# Tom Clancy
Thomas Leo ”Tom” Clancy, Jr., född 12 april 1947 i Baltimore, Maryland, död 1 oktober 2013 i Baltimore, Maryland, var en amerikansk författare. Hans huvudsakliga produktion består av politiska och militära thrillers. Böckerna har tryckts i över 100 miljoner exemplar och 17 titlar har legat som nummer ett på New York Times bestsellerlista. Hans första bok var Jakten på Röd Oktober, som blev en överraskande bästsäljare, snabbt följd av flera.
Clancy ligger även bakom ett tiotal fackböcker rörande olika sidor av den amerikanska militären och dess utrustning, taktik och ledarskap. Även hans skönlitterära böcker är kända för sin realism och detaljrikedom, och han räknas som en av föregångarna inom genren teknologisk thriller.
Tom Clancy följer med sin tid och skildrar övergången från kalla krigets konflikt mellan supermakterna till det mer splittrade politiska läget i det tidiga 2000-talet, där kampen mot terrorism och narkotika får en alltmer framträdande roll.
Hans mest välkända figur är Jack Ryan, en marinkårssoldat som första gången dyker upp i Clancys första roman Jakten på Röd Oktober och som sedan avancerar inom CIA och den amerikanska politiken tills han i boken Presidentens order blir USA:s president. Röd storm, SSN och Against All Enemies är de enda romaner av Clancy där Jack Ryan inte är med. Böckerna om denne är inte publicerade i kronologisk ordning.
Clancys andra roman Röd storm använde sig till en del av brädspelet Harpoon (även utgivet som datorspelet Harpoon), vars regler och truppslagslistor Clancy använde sig av som grund för vissa händelseförlopp i boken.
Clancys patriotiska, konservativa ståndpunkter har lett till att hans böcker åtnjuter stor popularitet inom den amerikanska militären.

## Romaner
- 1984 – Jakten på Röd Oktober (The hunt for Red October) (översättning Lennart Forsman, Wiken, 1986) (Jack Ryan nr 3)
- 1986 – Röd storm (Red storm rising) (översättning: Karin och Lennart Forsman, Wiken, 1987)
- 1987 – Patrioter (Patriot games) (översättning Jan Järnebrand, Wiken, 1988) (Jack Ryan nr 1)
- 1988 – Kardinalen i Kreml (The cardinal of the Kremlin) (översättning Karin och Lennart Forsman, Wiken, 1989) (Jack Ryan nr 4)
- 1989 – Påtaglig fara (Clear and present danger) (översättning Karin och Lennart Forsman, Wiken, 1990) (Jack Ryan nr 5)
- 1991 – Summan av skräck (The sum of all fears) (översättning Hans Granqvist, Wiken, 1992) (Jack Ryan nr 6)
- 1993 – Utan misskund (Without remorse) (översättning Hans Granqvist, Bra böcker, 1994) (med John Clark och med Jack Ryan som tonåring)
- 1994 – Hedersskuld (Debt of honor) (översättning Peder Carlsson, Bra böcker, 1995) (Jack Ryan nr 7)
- 1996 – Presidentens order (Executive orders) (översättning Peder Carlsson, Bra böcker, 1997) (Jack Ryan nr 8)
- 1996 – SSN (tillsammans med Martin Greenberg)
- 1998 – Täcknamn: Rainbow (Rainbow Six) (översättning Jan Järnebrand, Bra böcker, 1999) (med John Clark)
- 2000 – Björnen och draken (The bear and the dragon) (översättning: Nils Larsson, Bra böcker, 2001) (Jack Ryan nr 9)
- 2002 – Red Rabbit (Red rabbit) (översättning Lars Olov Skeppholm, Bra böcker, 2003) (Jack Ryan nr 2)
- 2003 – Tigerns käftar (The teeth of the tiger) (översättning Jan Risheden, Bra böcker, 2004) (med Jack Ryans son, Jack Ryan, Jr)
- 2010 – Död eller levande (Dead or alive) (medförfattare Grant Blackwood [ej angiven i den första svenska utgåvan]) (översättning Ulf Gyllenhak, Bra böcker, 2012) (Jack Ryan nr 10)
- 2011 – Against All Enemies (medförfattare Peter Telep)
- 2011 – Locked On (medförfattare Mark Greaney) (Jack Ryan nr 11)
- 2012 – Rött hot (Threat vector) (medförfattare Mark Greaney) (översättning Ulf Gyllenhak, Bookmark, 2013) (Jack Ryan nr 12)
- 2013 – Rysk roulette (Command Authority) (medförfattare Mark Greaney) Översättning Svante Skoglund, Bookmark Förlag 2014 (Jack Ryan nr 13)

Det finns även flera romaner utgivna efter Tom Clancys död som utspelar sig i den värld som han har skapat, men som inte har skrivits av honom själv:
- 2014 – Support and Defend (författare Mark Greaney)
- 2014 – Döden som diktator (Full Force and Effect) (författare Mark Greaney) (Jack Ryan nr 14)
- 2015 – Under Fire (författare Grant Blackwood) (med Jack Ryans son, Jack Ryan, Jr)
- 2015 – Hot över Östersjön (Commander in Chief) (författare Mark Greaney) (Jack Ryan nr 15)
- 2016 – Duty and Honor (författare Grant Blackwood) (med Jack Ryans son, Jack Ryan, Jr)
- 2016 – Dödlig kod (True Faith and Allegiance) (författare Mark Greaney) (Jack Ryan nr 16)
- 2017 – Point of Contact (författare Mike Maden) (med Jack Ryans son, Jack Ryan, Jr)
- 2017 – Makt utan gräns (Power and Empire) (författare Marc Cameron) (Jack Ryan nr 17)
- 2018 – Line of Sight (författare Mike Maden) (med Jack Ryans son, Jack Ryan, Jr)
- 2018 – Heder utan samvete (Oath of Office) (författare Marc Cameron) (Jack Ryan nr 18)
- 2019 – Enemy Contact (författare Mike Maden) (med Jack Ryans son, Jack Ryan, Jr)
- 2020 – Anfall som försvar (Code of Honor) (författare Marc Cameron) (Jack Ryan nr 19)
- 2020 – Firing Point (författare Mike Maden) (med Jack Ryans son, Jack Ryan, Jr)
- 2020 – I drakens spår (Shadow of the Dragon) (författare Marc Cameron)
- 2021 – Target Acquired (författare Don Bentley)
- 2021 – Fiende ur skuggan (Chain of Command) (författare Marc Cameron)

## Filmatiseringar
- 1990 – Jakten på Röd Oktober
- 1992 – Patrioter
- 1994 – Påtaglig fara
- 2002 – The Sum of All Fears (Summan av skräck)
- 2014 – Jack Ryan: Shadow Recruit
- 2021 – Without Remorse

## Facklitteratur
- Into the Storm (1997)
- Every Man is a Tiger
- Battle Ready
- SSN – A guided tour of a nuclear submarine
- Armored Cav
- Airborne
- Marine
- Fighterwing
- Carrier
- Future War: Non-lethal Weapons in Modern Warfare
- Special Ops
- Shadow Warriors

## Bokserier
Böcker som skrivits av Tom Clancy i samarbete med andra författare.
- Tom Clancy's Net Force
- Tom Clancy's Op-Center
- Tom Clancy's Power Plays

## Datorspel
År 1996 gick Tom Clancy, animationsföretaget Virtus Corporation och datorspelsförlaget Simon & Schuster Interactive ihop och grundade datorspelsutvecklaren Red Storm Entertainment. De hade tidigare under 1990-talet utvecklat tillsammans ubåtspelet Tom Clancy's SSN, som var baserad på Clancys roman med namnet SSN. År 2000 köpte det franska datorspelsförlaget Ubisoft Red Storm medan åtta år senare köpte de även varumärket Tom Clancy's. Varumärket används som en del av titlarna på de spel som släpps av Ubisoft och som är främst militära skjutspel.